# Шкея (Сучава)
Шкея (рум. Șcheia) — село у повіті Сучава в Румунії. Адміністративний центр комуни Шкея.
Село розташоване на відстані 358 км на північ від Бухареста, 2 км на захід від Сучави, 116 км на північний захід від Ясс.

## Населення
За даними перепису населення 2002 року у селі проживали 2468 осіб. Рідною мовою 2464 особи (99,8%) назвали румунську.
Національний склад населення села:
| Національність | Кількість осіб | Відсоток |
| -------------- | -------------- | -------- |
| румуни         | 2427           | 98,3%    |
| цигани         | 36             | 1,5%     |